# 基利尤尔
基利尤尔（Killiyur），是印度泰米尔纳德邦甘尼亚古马里县的一个城镇。总人口19275（2001年）。

## 人口
该地2001年总人口19275人，其中男性9861人，女性9414人；0—6岁人口2113人，其中男1100人，女1013人；识字率74.52%，其中男性为77.05%，女性为71.86%。